# Algemene Voorburgse Zwemvereniging
De Algemene Voorburgse Zwemvereniging (AVZV) is een zwemvereniging in het Nederlandse Voorburg, die werd opgericht op 29 april 1963. De zwemvereniging is actief op het gebied van diplomazwemmen, waterpolo en wedstrijdzwemmen.

## Geschiedenis
AZVZ is opgericht in 1963 en is in 1966 koninklijk erkend. In de jaren zeventig was de vereniging met ruim 1800 leden een van de grootste zwemverenigingen in Nederland. Een van de meest vermaarde spruiten die de vereniging voortbracht was de Olympisch zwemmer Cees Vervoorn. De vereniging was in de jaren zeventig onder meer actief in het openwaterzwemmen.